# Clara Immerwahr
 Der er for få eller ingen kildehenvisninger i denne artikel, hvilket er et problem. Du kan hjælpe ved at angive troværdige kilder til de påstande, som fremføres i artiklen.

Clara Haber née Immerwahr (født 21. juni 1870 i Wojczyce, Det Nordtyske Forbund; død 2. maj 1915 i Dahlem, Berlin, Det Tyske Kejserrige) var en tysk kemiker. Hun var en af de første tyske kvinder med ph.d. og forskede i kemisk katalyse.
Hendes mand Fritz Haber var hovedansvarlig for den tyske brug af kemiske våben under Første Verdenskrig, hvilket Immerwahr offentligt kaldte for en "perversion af videnskaben". D. 2. maj 1915 begik hun selvmord.